# Rhingiopsis enderleini
Rhingiopsis enderleini är en tvåvingeart som beskrevs av Lindner 1928. Rhingiopsis enderleini ingår i släktet Rhingiopsis och familjen vapenflugor. Inga underarter finns listade i Catalogue of Life.